# Gålsjön
Gålsjön er en sø og et naturreservat på den del af Kroppefjäll som ligger i Färgelanda kommun. Området indgår i EU's netværk af beskyttede naturområder, Natura 2000 og forvaltas af Västkuststiftelsen.
Lerskifferen i bjerggrunden er kalk- og næringsrig og udgør en vigtig forudsætning for den rige flora ved Gålsjön. 
58°38′N 12°6.2′Ø / 58.633°N 12.1033°Ø
|  | Denne artikel om lokaliteten Gålsjön kan blive bedre, hvis der indsættes et (bedre) billede. Du kan hjælpe ved at afsøge Wikimedia Commons for et passende billede eller lægge et op på Wikimedia Commons med en af de tilladte licenser og indsætte det i artiklen. |